# ناحیه چوادانگا
ناحیهٔ چوادانگا (به لاتین: Chuadanga District) یک ناحیه در بنگلادش است که در استان کولنا واقع شده‌است.

## خصوصیات
ناحیهٔ چوادانگا ۱٬۱۷۴٫۱۰ کیلومترمربع مساحت و ۱٬۱۲۹٬۰۱۵ نفر جمعیت دارد.